# Philonthus marginatus
Philonthus marginatus es una especie de escarabajo del género Philonthus, familia Staphylinidae. Fue descrita científicamente por Müller, O. F. en 1764.
Se distribuye por Europa. Habita en Rusia (Europea, Siberia), Kazajistán, Kirguistán, Turkmenistán y provincia de Heilongjiang, en China.